# یووالده استیتس (تگزاس)
یووالده استیتس (به انگلیسی: Uvalde Estates) یک منطقهٔ مسکونی در ایالات متحده آمریکا است که در شهرستان یووالد، تگزاس واقع شده‌است. یووالده استیتس ۱۵٫۴ کیلومتر مربع مساحت و ۲٬۱۷۱ نفر جمعیت دارد و ۲۹۳ متر بالاتر از سطح دریا واقع شده‌است.